# نيكولاس بوفل
نيكولاس بوفل (بالإنجليزية: Nicholas Bovell)‏ (مواليد 11 مايو 1986) هو سبّاح من ترينيداد وتوباغو، مثّل بلاده في الألعاب الأولمبية الصيفية 2008.

## روابط خارجية
نيكولاس بوفل على موقع الاتحاد الدولي للسباحة (الإنجليزية)
- نيكولاس بوفل على موقع أوليمبيديا (الإنجليزية)